# Patxi Vila
Pour les articles homonymes, voir Vila.
Vila  Errandonea est un nom espagnol. Le premier nom de famille, en général paternel, est Vila ; le second, en général maternel, souvent omis, est Errandonea.
Francisco Javier Vila Errandonea, dit Patxi Vila, né le 11 octobre 1975 à Bera en Navarre, est un coureur cycliste espagnol. Il commence sa carrière professionnelle en 2001 au sein de la formation iBanesto.com puis court de 2003 à 2008 pour le compte de Lampre. Après une suspension consécutive un contrôle antidopage positif à la testostérone, il rejoint De Rosa-Ceramica Flaminia en 2011 puis l'équipe continentale Utensilnord Named en 2012. Patxi Vila compte une étape de Paris-Nice à son palmarès, il a également pris la dixième place du Tour d'Italie en 2006. Après sa carrière, il est directeur sportif puis entraîneur au sein de différentes équipes.

## Biographie
Pendant sa jeunesse, il pratique, en plus du cyclisme, d'autres sports tels que le ski et le handball. Il a un diplôme en enseignement de l'éducation physique.
Il commence sa carrière professionnelle avec l'équipe iBanesto.com en 2001, dans laquelle il reste jusqu'en 2002. Pendant son séjour dans la formation dirigée par Eusebio Unzué, il est équipier avec des cyclistes comme José María Jiménez et Leonardo Piepoli.
En 2003, il rejoint l'équipe italienne Lampre. Depuis lors, il est régulièrement sélectionner pour disputer le Tour d'Italie, où il joue le rôle d'équipier pour ses leaders comme Damiano Cunego. Bon grimpeur, sa plus grande victoire est la troisième étape de Paris-Nice 2006 remportée à Saint-Étienne devant Floyd Landis, avec qui il s'était échappé dans le col de la Croix de Chaubouret. Il termine deuxième du classement général de cette épreuve puis, deux mois plus tard, dixième du Tour d'Italie. Après avoir couru le Giro, il fait ses débuts sur le Tour de France.
En mars 2008, il fait l'objet d'un contrôle antidopage positif à la testostérone, annoncé en mai après son abandon au Tour de Romandie alors qu'il était leader du classement de la montagne. L'annonce a lieu peu de temps avant le départ du Tour d'Italie, où il devait être le leader de son équipe. Patxi Vila a prétendu que le contrôlé positif est dû au fait qu'il a pris des acides aminés contaminés sans le savoir avec de la testostérone, bien qu'il ait admis que c'était une erreur de sa part. Il est sanctionné par la Fédération royale espagnole de cyclisme (RFEC) avec deux ans de suspension (sanction habituelle en cas de dopage). Il est commentateur occasionnel d'ETB lors de la diffusion de courses cyclistes lors de sa sanction. Il fait appel de la sanction devant la RFEC. Cependant, après n'avoir reçu aucune nouvelle, il est allé devant le TAS. Le 20 octobre 2009, la TAS annonce la réduction de sa sanction, qui passe de 24 à 18 mois, de sorte qu'elle se termine le 5 novembre 2009. 
Il ne retrouve pas d'équipe en 2010. En 2011, après presque trois ans sans compétition, il rejoint la formation De Rosa-Ceramica Flaminia puis l'équipe continentale Utensilnord Named l'année suivante. Il met un terme à sa carrière de coureur à l'issue de la saison 2012. 
À la fin du deuxième semestre 2014, il intègre l'encadrement de Tinkoff-Saxo. Il assume le rôle de directeur sportif, de 2015 à 2016, de l'équipe Tinkoff. À partir de 2017, il devient entraîneur au sein de l'équipe Bora-Hansgrohe et notamment du champion du monde Peter Sagan. En 2020, il quitte la formation Bora-Hansgrohe pour devenir responsable de la performance chez Movistar.

## Palmarès

### Palmarès amateur
- 1998
  - 2e du Circuito de Pascuas
- 1999
  - 2e de la Prueba Loinaz
  - 2e du Gran Premio Txakain
  - 3e du Tour de Navarre
- 2000
  - Prueba Loinaz
  - Classement général du Tour de Zamora
  - Tour de Palencia :
    - Classement général
    - 5e étape

  - 3e de la Cursa Ciclista del Llobregat

### Palmarès professionnel
- 2002
  - 3ea étape du Grand Prix international Mitsubishi MR Cortez (contre-la-montre par équipes)
- 2006
  - 3e étape de Paris-Nice
  - 2e de Paris-Nice
  - 9e du Tour du Pays basque
  - 10e du Tour d'Italie
- 2008
  - 9e de Tirreno-Adriatico

## Résultats sur les grands tours

### Tour de France
2 participations
- 2006 : 22e
- 2007 : 29e

### Tour d'Italie
5 participations
- 2003 : 44e
- 2004 : 22e
- 2005 : 22e
- 2006 : 10e
- 2007 : 15e

### Tour d'Espagne
2 participations
- 2003 : 52e
- 2005 : abandon (13e étape)

## Classements mondiaux
| Année              | 2006 | 2007 | 2008 | 2009 | 2010 | 2011 | 2012  |
| ------------------ | ---- | ---- | ---- | ---- | ---- | ---- | ----- |
| Classement ProTour | 38e  | 116e |      |      |      |      |       |
| UCI Europe Tour    |      |      |      |      |      | 438e | 1205e |